# Henrik V (film, 1944)
Henrik V (engelska: Henry V) är en brittisk dramafilm i Technicolor från 1944 i regi av Laurence Olivier, som även spelar titelrollen. Det är en filmatisering av Shakespearepjäsen Henrik V från 1600. Den första av tre Shakespearefilmer som Olivier regisserade, de andra två är Hamlet (1948) och Richard III (1955). 
1999 placerade British Film Institute filmen på 18:e plats på sin lista över de 100 bästa brittiska filmerna genom tiderna. 

## Rollista i urval
- Laurence Olivier - Kung Henrik V av England
- Renée Asherson - Prinsessan Katarina
- Robert Newton - Ancient Pistol
- Leslie Banks - kör
- Felix Aylmer - Ärkebiskopen av Canterbury
- Robert Helpmann - biskopen av Ely
- Vernon Greeves - engelsk härold
- Gerald Case - Earlen av Westmoreland
- Griffith Jones - Earlen av Salisbury
- Morland Graham - Sir Thomas Erpingham
- Nicholas Hannen - Hertigen av Exeter
- Michael Warre - Hertigen av Gloucester
- Ralph Truman - Mountjoy, fransk härold
- Ernest Thesiger - Hertigen av Berri, fransk ambassadör
- Frederick Cooper - korpral Nym
- Roy Emerton - löjtnant Bardolph
- Freda Jackson - Mistress Quickly
- George Robey - Sir John Falstaff
- Harcourt Williams - Kung Karl VI av Frankrike
- Russell Thorndike - Hertigen av Bourbon

## Utmärkelser och nomineringar
Laurence Olivier mottog för filmen en Heders-Oscar med motiveringen "För hans enastående framgång som skådespelare, producent och regissör under framtagandet av Henry V till filmduken." Filmen nominerades även i kategorierna bästa manliga huvudroll (Olivier), bästa filmmusik (Walton), bästa scenografi (Paul Sheriff och Carmen Dillon) och bästa film.